# Glieseho katalog
Glieseho katalog je pokus o soupis všech hvězd v blízkosti Sluneční soustavy, a to původně až do vzdálenosti 20 parseků (pc) čili přibližně 65 světelného roku (ly), později rozšířený až do vzdálenosti 25 pc čili 81,5 ly.
První verzi tohoto katalogu sestavil německý astronom Wilhelm Gliese a vydal jej v roce 1957. Tato verze obsahovala celkem 915 hvězd, které dostaly pořadová čísla v pořadí, v jakém rostla rektascenze hvězdy, jimž se předřazoval prefix „Gl“ (Gliese). Rychlý pokrok astronomických technik však vedl k objevu dalších hvězd v blízkosti, takže bylo rozhodnuto o zpracování nového vydání, které vyšlo v roce 1969. Aby bylo možno zachovat původní řazení hvězd v katalogu, byly dodatečně zařazené hvězdy označovány dekadickým číslem s jedním místem za desetinnou tečkou. Protože se na dalších vydáních tohoto katalogu podílel též astronom Hartmut Jahreiß, byl později kromě již zmíněného prefixu „Gl“ používán alternativně i prefix „GJ“ (Gliese–Jahreiß). Číselná řada již nebyla dodržena v dalších dodatcích a kompletních vydáních katalogu, která vyšla v letech 1970, 1978, 1991 a 1997.

## Přehled vydání Glieseho katalogu
- Gliese, W. Katalog der Sterne näher als 20 Parsek für 1950.0 (CNS1). Heidelberg : Astron. Rechen-Institut, 1957. 89 s.
- Gliese, W.  Catalogue of Nearby Stars. Edition 1969 (CNS2). Karlsruhe : Verlag G. Braun,1969. 117 s. (Veröffentlichungen des Astronomischen Rechen-Instituts Heidelberg ; Nr. 22).
- Gliese, W. Extension of the Gliese Catalogue, 1970.
- Gliese, W.; Jahreiß, H. Nearby Star Data Published 1969-1978. In: Astron. Astrophys., Suppl. Ser. 38, 423-448 (1979).
- Jahreiß, H.; Gliese, W. Preliminary Version of the Third Catalogue of Nearby Stars (pCNS3). On: The Astronomical Data Center CD-ROM: Selected Astronomical Catalogs, Vol. I; L. E. Brotzmann, S. E. Gesser (eds.). Greenbelt, MD : NASA/Astronomical Data Center, Goddard Space Flight Center, 1991.
- Wielen, R.; Jahreiß, H. The Fourth Catalogue of Nearby Stars (CNS4). 1997 (a průběžné aktualizace dále).